# Licinius
Flavius Galerius Valerius Licinianus Licinius (n. 263 d.Hr., Felix Romuliana⁠(d), Serbia – d. 325 d.Hr., Salonic, Imperiul Roman) a fost împărat roman din 308 până în 324.

## Biografie
Licinius s-a născut la Romuliana în Moesia Superior,  numită mai târziu Dacia Ripensis, într-o familie de țărani originari din Dacia, ca și Galerius A îmbrățișat cariera militară și a ajuns să fie un favorit al lui Galerius. Licinius a fost proclamat augustus al Occidentului la conferința de la Carnuntum (în Pannonia, la 40 km est de Vindobona) din noiembrie 308. După moartea lui Galerius (311), Licinius ocupă provinciile danubiano-balcanice până la Hellespont. În 312 se apropie de Constantin cel Mare, alianță întărită prin căsătoria lui cu Flavia Iulia Constanția, sora acestuia, în martie 313, la Mediolanum.
În urma întrevederii de la Mediolanum (februarie-martie 313) a celor doi împărați, se promulgă edictul prin care creștinismul este recunoscut ca religie egală în drepturi cu celelalte culte din imperiu. Victorios în războiul cu Maximinus Daia (313), Licinius ocupă toate provinciile orientale deținute de acesta, devenind stăpân al întregului Orient. Noul conflict cu Constantin cel Mare, soldat în 316 cu un prim război civil între cei doi împărați, va fi temporar atenuat în urma păcii de compromis încheiate. Sprijinit de cercurile păgâne din Orient, Licinius inițiază o politică anticreștină.
Înfrânt în două mari bătălii, la Adrianopol (iulie) și Chrysopolis în Asia Mica (septembrie), cu flota distrusă de Crispus, fiul cel mare al lui Constantin, Licinius este făcut prizonier și executat în anul următor la Tesalonic.

## Galerie de imagini

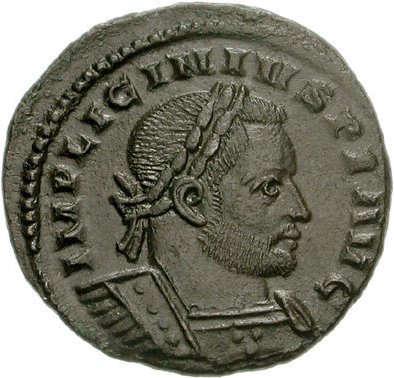
Avers: Licinius I, cu barbă, laureat, cu platoșă, spre dreapta. Æ Follis (22mm, 4.57 g, 8h). Bătut la atelierul monetar din Londinium (azi Londra), prin AD 310-312.
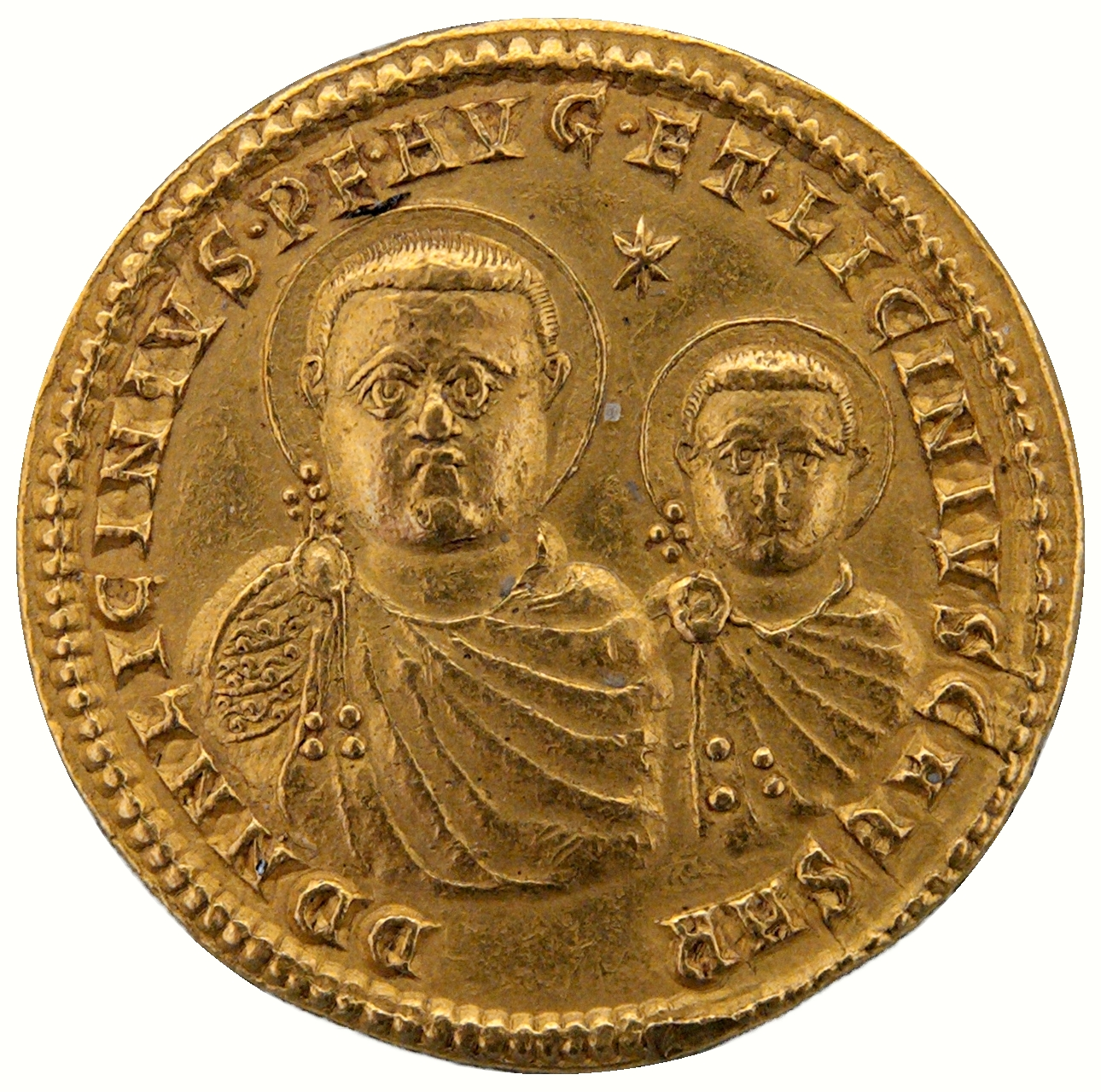
Avers; circular; DDNNLICINIVS·PF·AVG·ET·LICINIVS·CAESAR; Busturile lui Licinius tatăl și fiul, imberbi, din față, cu nimburi și drapați, paludamentum agrafat pe umărul drept; o stea între cei doi; margine granulată. Multiplu de patru aurei bătut la atelierul monetar din Nicomedia, în 320 AD; diametru: 35,00 mm, greutate: 21,06 g.
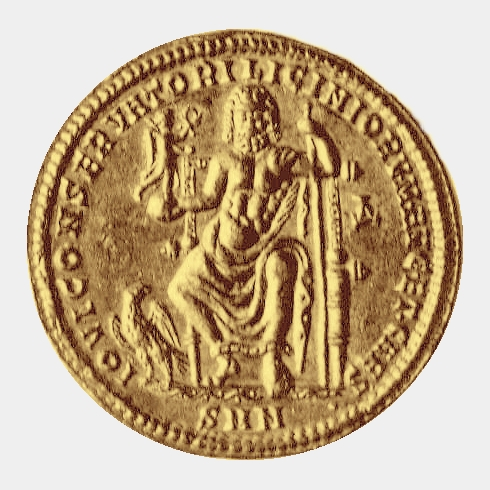
Revers; circular; IOVI CONSERVATORI LICINIORVM AVG. ET CAES., Multiplu de patru aurei. În exergă, SMN, marcă a atelierului monetar din Nicomedia.